# Kanchrapara
Kanchrapara (bengali কাচঁরাপাড়া) är en stad i Indien. Den är belägen i distriktet North 24 Parganas i delstaten Västbengalen och ingår i Calcuttas storstadsområde. Staden, Kanchrapara Municipality, hade 120 345 invånare vid folkräkningen 2011.